# تورکهو
تورکهو (به انگلیسی: Torkhow Valley) یک منطقهٔ مسکونی در پاکستان است که در خیبر پختونخوا واقع شده‌است. تورکهو ۱٬۳۵۹ متر بالاتر از سطح دریا واقع شده‌است.